# Ren Shibamoto
Ren Shibamoto (jap. 芝本 蓮, Shibamoto Ren; * 22. Juli 1999 in Minō, Präfektur Osaka) ist ein japanischer Fußballspieler.

## Karriere
Ren Shibamoto erlernte das Fußballspielen in der Jugendmannschaft von Gamba Osaka. Seinen ersten Vertrag unterschrieb er 2018 bei Gamba Osaka. Der Verein aus Suita, einer Stadt in der nördlichen Präfektur Osaka, spielte in der höchsten japanischen Liga, der J1 League. In Suita kann er auch in der U23-Mannschaft eingesetzt werden. Die U23 spielte in der dritten Liga, der J3 League. Bis Ende 2020 bestritt er 77 Drittligaspiele. Am 1. Februar 2020 wechselte er auf Leihbasis zum Zweitligaaufsteiger SC Sagamihara nach Sagamihara. Mit dem Verein aus Sagamihara belegte man am Saisonende 2021 den 19. Tabellenplatz und stieg in die dritte Liga ab. Für Sagamihara absolvierte er sechs Zweitligaspiele. Die Saison 2022 wurde er an den Drittligisten Fujieda MYFC ausgeliehen. Am Ende der Saison 2022 feierte er mit dem Verein die Vizemeisterschaft und den Aufstieg in die zweite Liga.

## Erfolge
Fujieda MYFC
- Japanischer Drittligavizemeister: 2022  ▲